# Albanchez
Albanchez es un municipio español de la provincia de Almería, Andalucía, situado en el Valle del Almanzora y a 80 km de la capital provincia, Almería.  Su extensión superficial es de 35 km² y tiene una densidad de 21,54 hab/km².

## Toponimia
El nombre de Albanchez parece derivar del aglutinamiento de un artículo árabe con un vocablo mozárabe (al-banyis) con significado de el pago de Banyis; aunque otras fuentes sostienen un origen íbero o incluso protovascuence, alba-angio, que quiere decir el prado del río.

## Historia
Las primeras menciones escritas de Albanchez datan del año 1436, en un texto en el que se trata la conquista de este pueblo y otros aledaños por tropas provenientes de lo que hoy conocemos como Región de Murcia.

## Geografía humana

### Organización territorial
Además de la cabecera municipal, Albanchez cuenta con varias entidades de población según el nomenclátor publicado por el Instituto Nacional de Estadística: El Barranco del Infierno, Los Borregos, Los Calesas, La Carrasca, La Fuente del Tío Molina y La Hoya de la Zarza, Los Molinas, Los Morillas, La Palmera, La Piedra de Zahor, La Tía Lucía y Los Utreras.

## Geografía humana

### Demografía
Cuenta con una población de 682 habitantes (INE 2024).
| Gráfica de evolución demográfica de Albánchez entre 1842 y 2021                                                       |
| |
| Población de derecho según los censos de población del INE. Población de hecho según los censos de población del INE. |

| Nacionalidad | Hombres | Mujeres | Total | %      | Proporción |
| ------------ | ------- | ------- | ----- | ------ | ---------- |
| Española     | 248     | 210     | 458   | 62.3 % |            |
| Extranjera   | 139     | 138     | 277   | 37.6 % |            |

| 626                       | 605 | 605 | 586 | 575 | 585 | 638 | 697 | 681 | 660 | 697 | 726 | 815 | 814 | 823 | 774 | 648 | 772 |
| (Fuente: INE [Consultar]) |     |     |     |     |     |     |     |     |     |     |     |     |     |     |     |     |     |

### Economía

#### Evolución de la deuda viva municipal
| Gráfica de evolución de Deuda viva del Ayuntamiento de Albanchez entre 2008 y 2019                                |
| |
| Deuda viva del Ayuntamiento de Albanchez en miles de Euros según datos del Ministerio de Hacienda y Ad. Públicas. |

## Símbolos
Albanchez consiguió una autorización por parte de la Junta de Andalucía para adoptar sus símbolos en enero de 2000, pero no ejerció ese derecho hasta febrero de 2007. El municipio cuenta con un escudo y bandera adoptados de manera oficial.

### Escudo
Su descripción heráldica es la siguiente:

Escudo partido: Primero, de azur, en palo aparecen en jefe un sol radiante de oro, una creciente ranversada, también de oro y en punta una montaña de plata sumada de un castillo derruido de oro mazonado y aclarado de sable. Segundo, de oro sostenidas en ondas de azur y plata tres montes simbólicos de su color que sostienen tres matas de hortiga con siete hojas cada una. Entado en punta de oro con granada de sinople. Al timbre, corona real cerrada.

### Bandera
La enseña del municipio tiene la siguiente descripción:

Paño de proporciones 2/3 (alto por largo) dividido en tres franjas verticales de igual anchura: blanca la central, y verde las exteriores. Al centro, el escudo municipal.

## Servicios públicos
- Biblioteca Municipal "Alejo García Moreno".
- Espacio Escénico Rafael Alberti.
- Instalaciones deportivas: Pista polideportiva, campo de fútbol de césped artificial, pista de pádel y dos pistas de petanca.
- Piscina Municipal.

### Educación
El municipio cuenta con un Centro Público Rural, el CPR Filabres, que ofrece clases desde los 4 hasta los 14 años, debiendo los alumnos continuar su enseñanza obligatoria en el instituto de Cantoria.

### Sanidad
La localidad cuenta con un consultorio, dependiente del Hospital La Inmaculada, que da servicio de lunes a viernes.

## Política

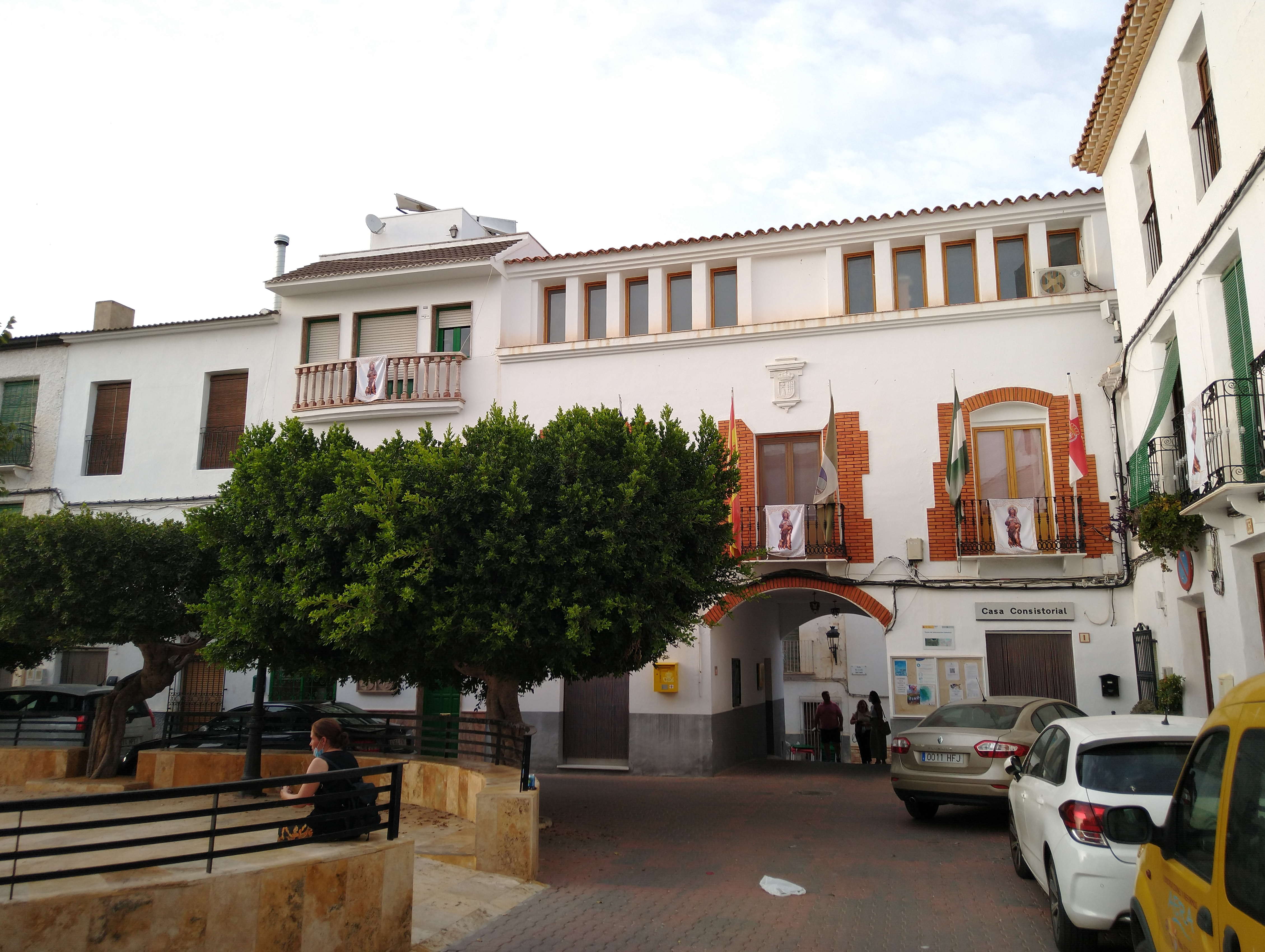
Casa Consistorial de Albanchez

### Alcaldes
| Periodo     | Alcalde                   | Partido                                |
| ----------- | ------------------------- | -------------------------------------- |
| 1979-1983   | Ramón Martos Aybar        | UCD                                    |
| 1983-1987   | Ramón Martos Aybar        | AP                                     |
| 1987-1991   | Francisco Martínez García | PSOE                                   |
| 1991-1995   | Francisco Martínez García | PSOE                                   |
| 1995-1999   | Francisco Martínez García | PSOE                                   |
| 1999-2003   | Francisco Martínez García | PSOE                                   |
| 2003-2007   | Francisco Martínez García | PSOE                                   |
| 2007-2011   | Francisco Martínez García | PSOE                                   |
| 2011-2013   | Francisco Martínez García | PSOE                                   |
| 2015-2019   | Ana Isabel Padilla Sáez   | Agrupación Independiente por Albanchez |
| 2019 - 2023 | Amador López Pardo        | Cs                                     |
| 2023 -      | Amador López Pardo        | PP                                     |

## Cultura
El municipio dispone de un Centro de Interpretación del Mundo Rural inaugurado en el 2020, el cual cuenta con una serie de herramientas y objetos agrícolas que se utilizaban décadas atrás en el campo.

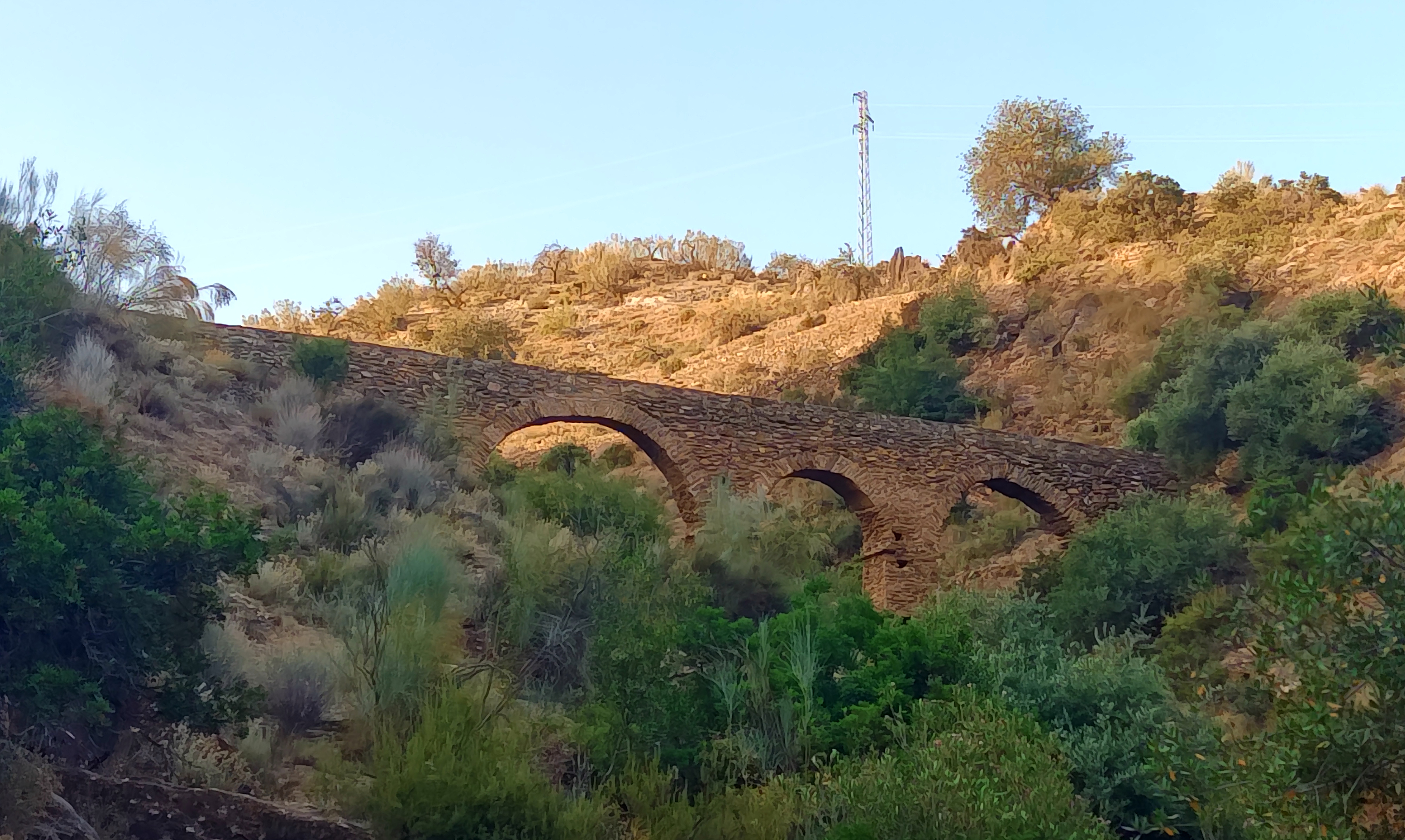
Acueducto de Los Arcos

### Patrimonio

#### Los Arcos
Dispone de cuatro pilares, tres de ellos rectangulares y uno cuadrado, todos desiguales y cinco arcos de medio punto.

#### Iglesia parroquial de la Anunciación

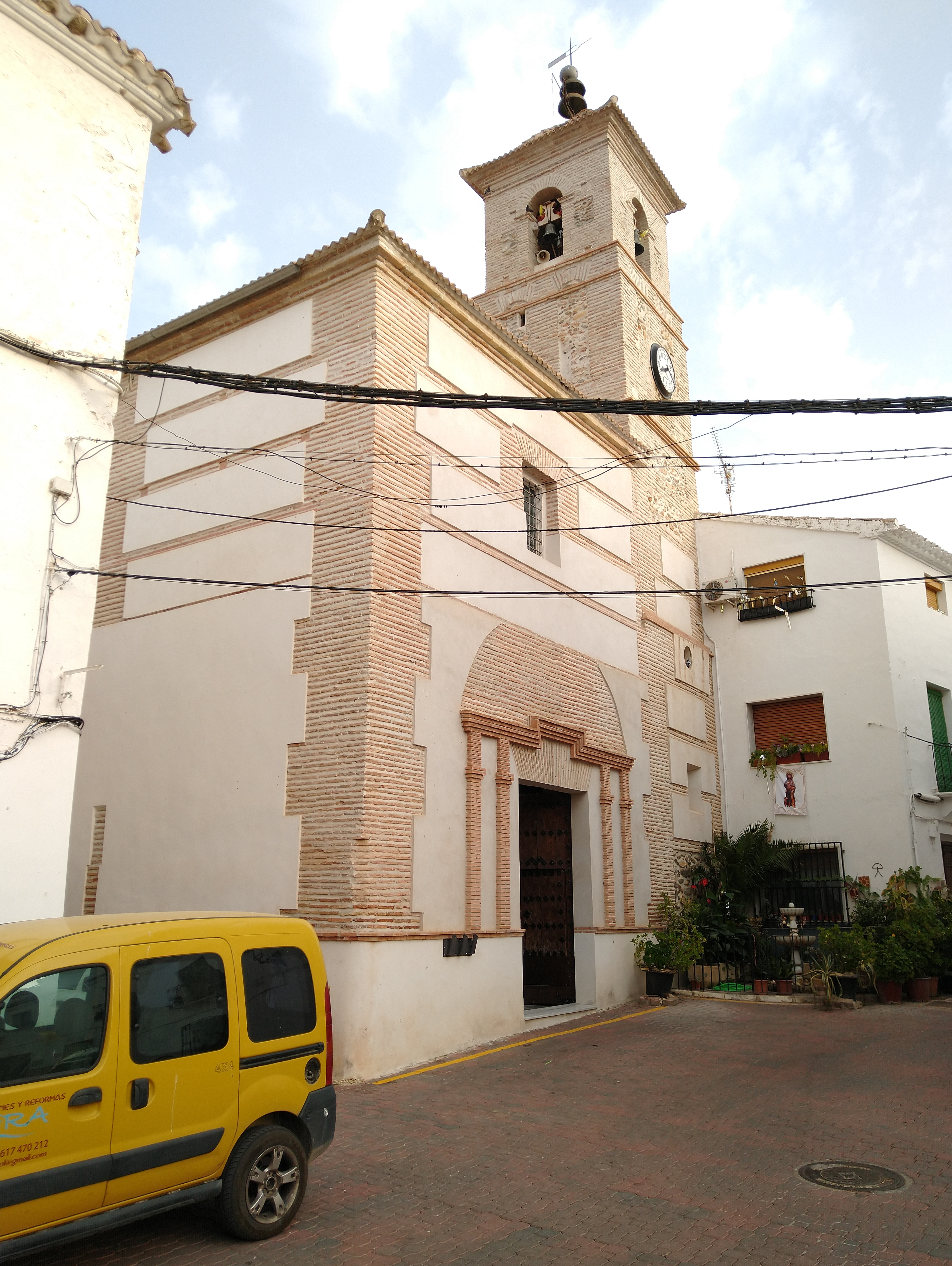
Iglesia de la Encarnación

Se empezó a construir en 1638 y se concluyó en 1642, sustituyendo al primer templo parroquial, destruido por los moriscos durante la Rebelión. En 1720 se amplió, y en 1732 se le adosó su sacristía. Está considerada uno de los conjuntos barrocos más importantes construidos de Almería de esa época. Tiene planta de cruz latina con capillas laterales. El altar mayor, está presidido por un lienzo al óleo de la Virgen de la Encarnación, de 1804. Sobre el crucero se alza una cúpula de media naranja. Tiene abundantes ornamentaciones.
El exterior se transformó mucho en el siglo XX, y se destruyó su portada barroca. El campanario está coronado por una veleta, que se apoya en las campanas del reloj.

#### Los Caños
El origen de esta fuente es del siglo XVIII, aunque ha sido arrasada por varias riadas, siendo restaurada en 1880. El actual lavadero de 1950.
- Cueva de Albanchez, sepultura de la Edad del Bronce
- Monumento al agricultor.
- Ermita de San Roque
- Cruz de los Caídos
- Cruz del Calvario

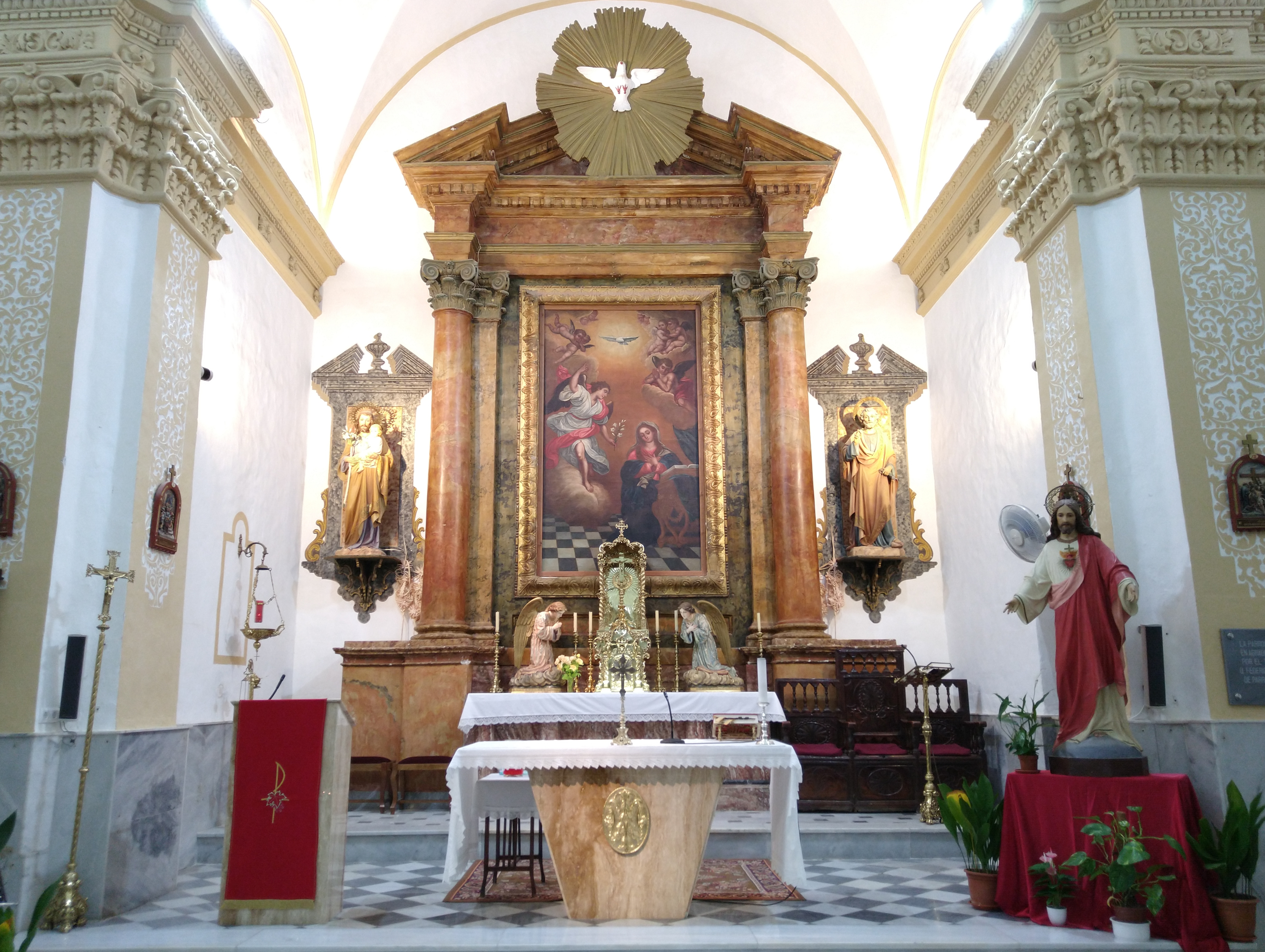
Iglesia parroquial de la Anunciación
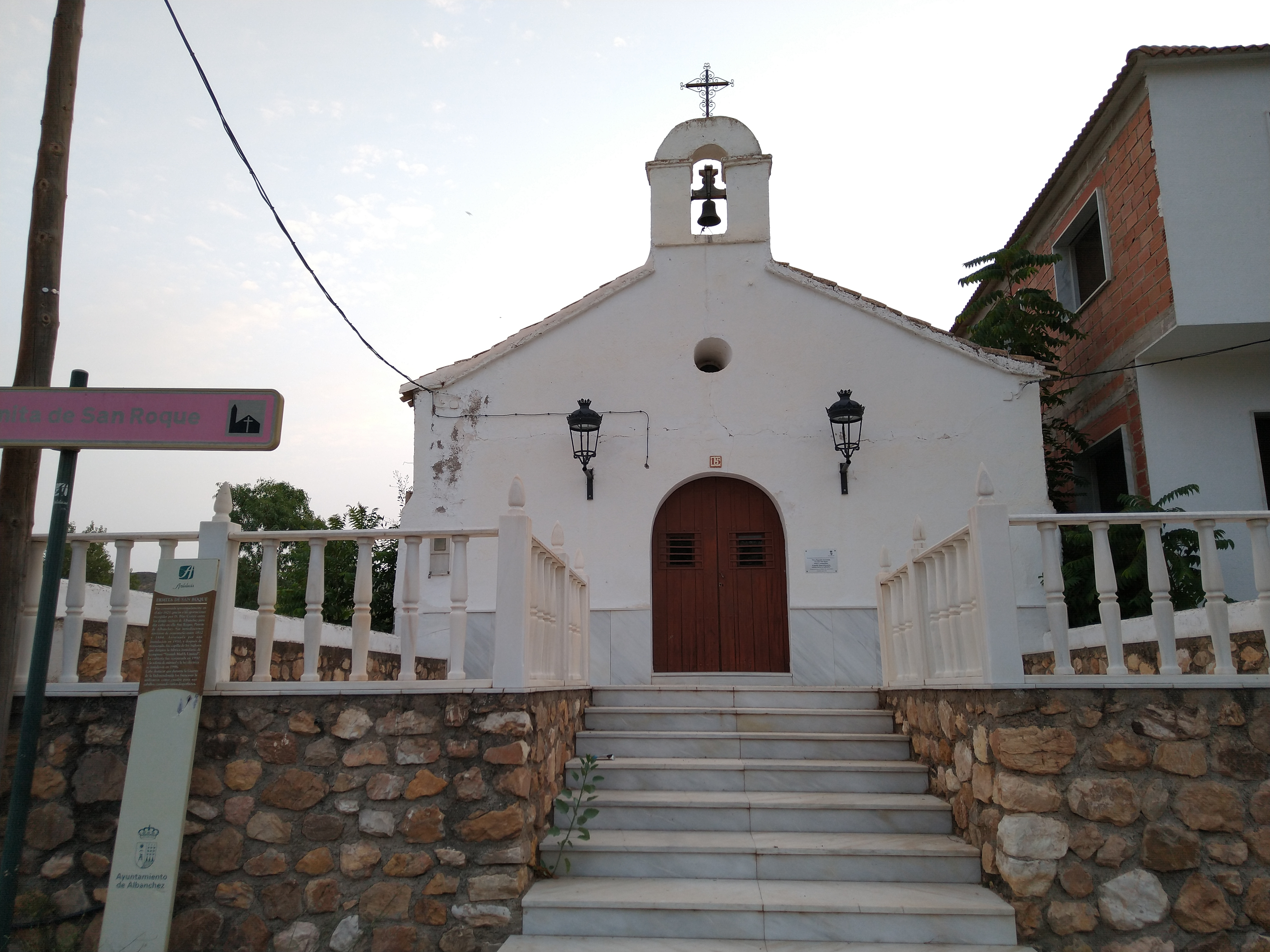
Ermita de San Roque
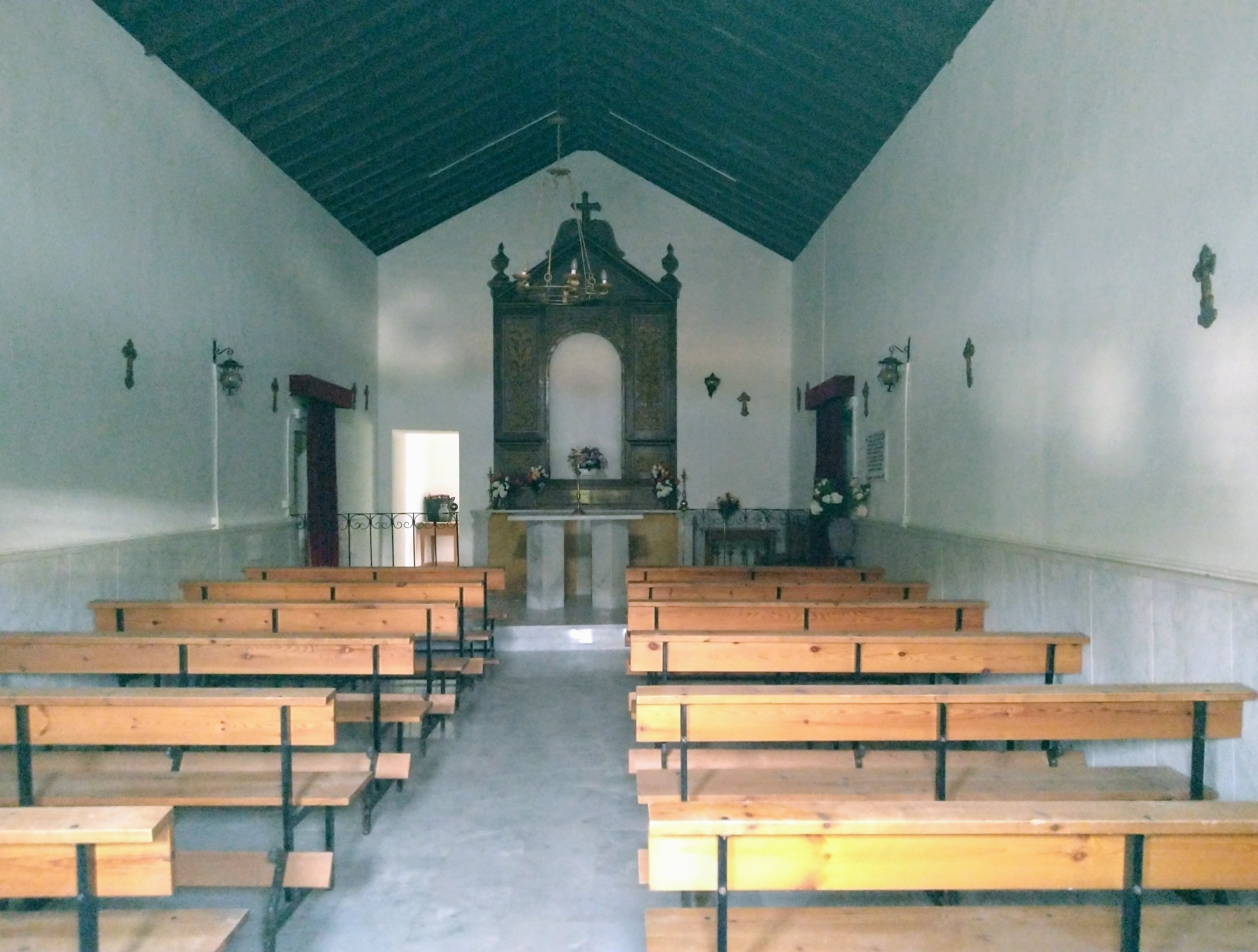
Ermita de San Roque
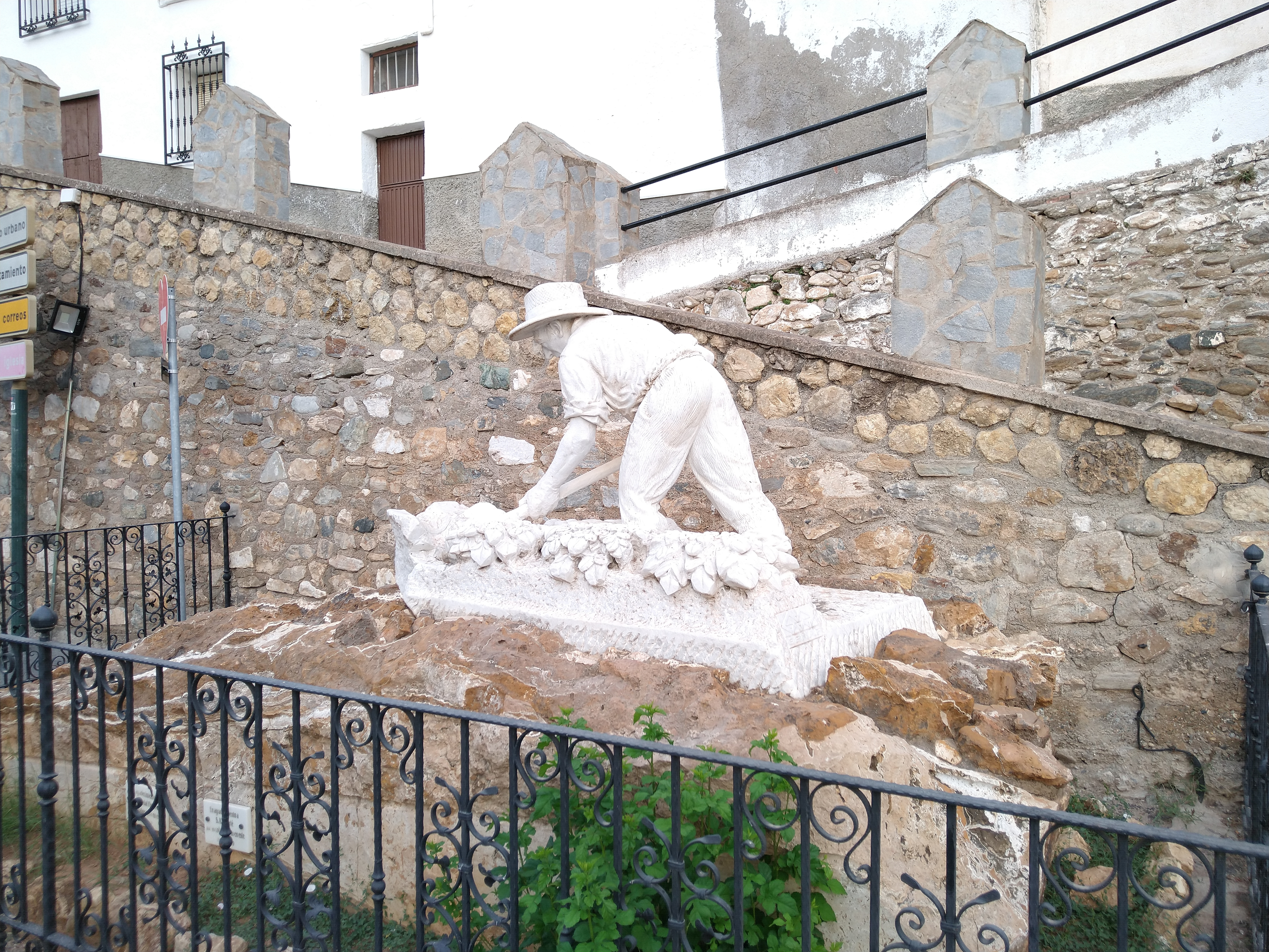
Monumento al agricultor
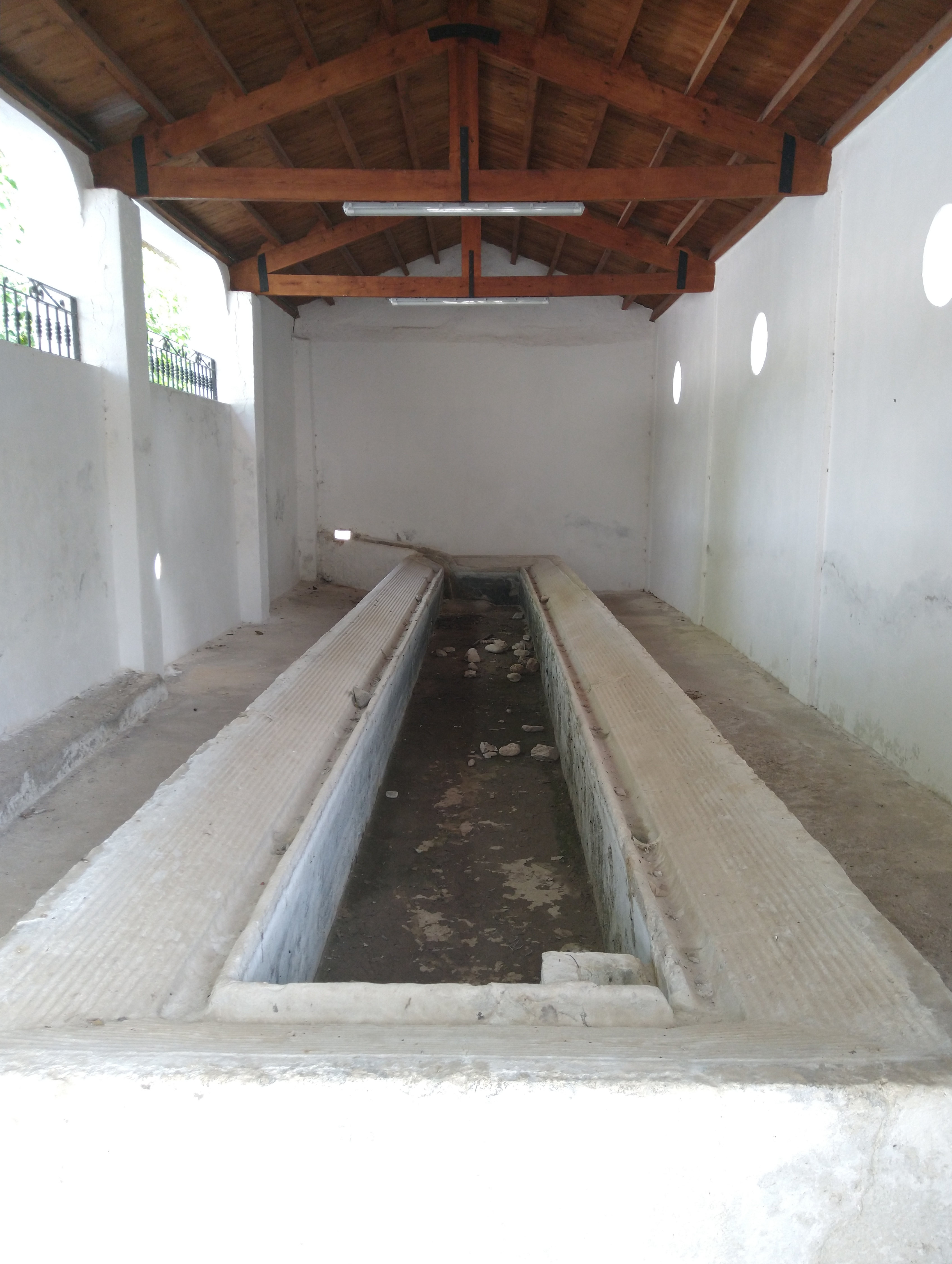
Los Caños
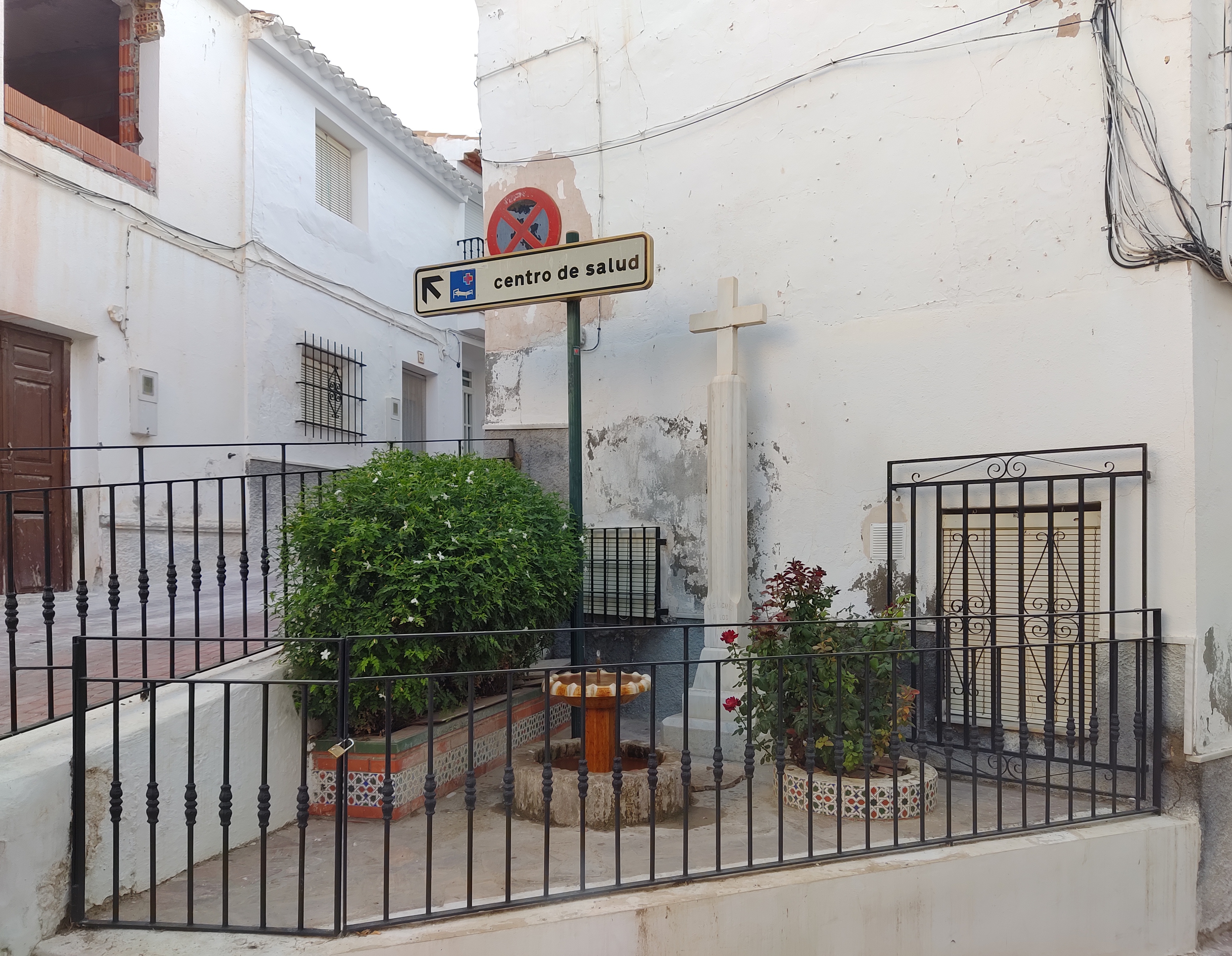
Cruz de los Caídos
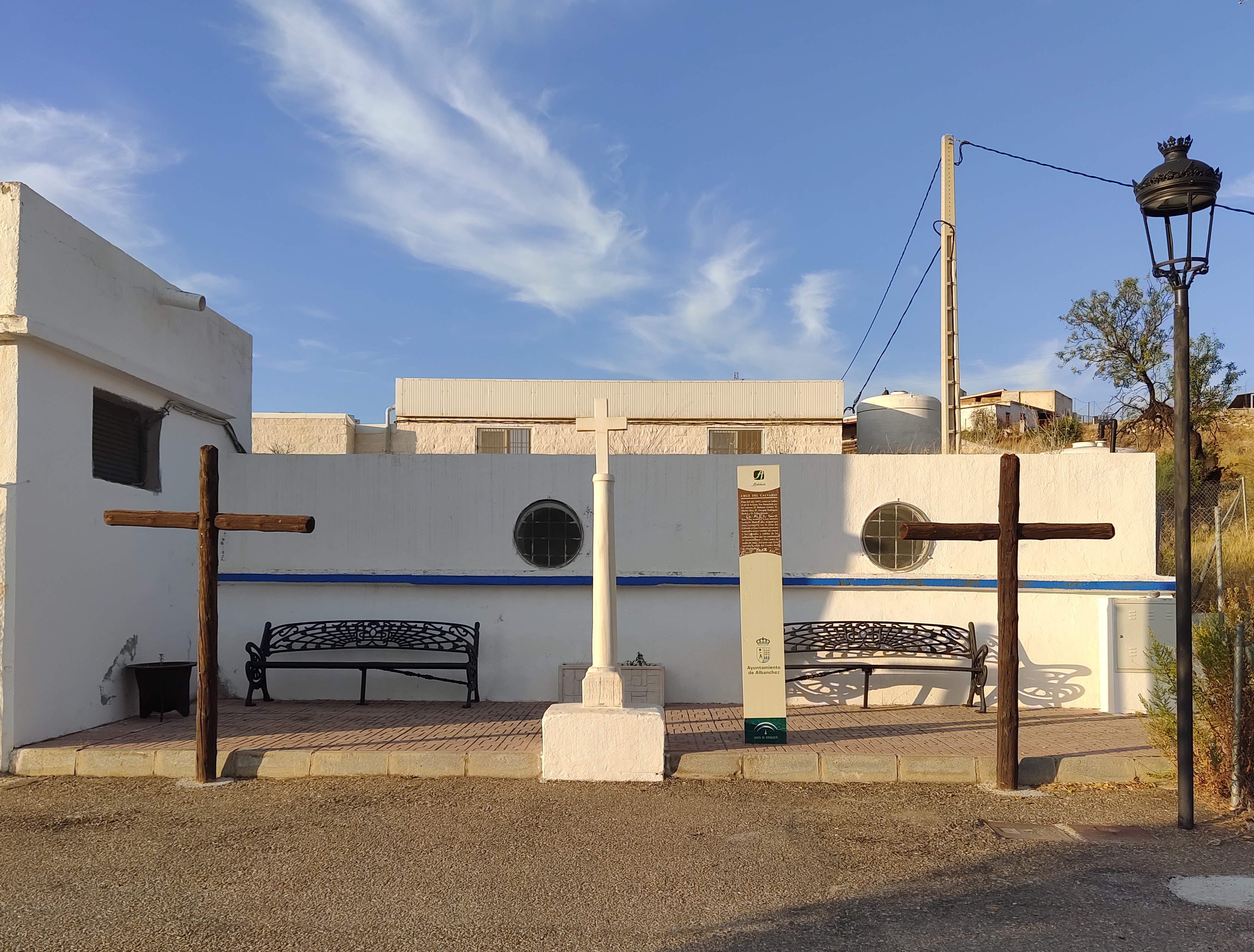
Cruz del Calvario

### Patrimonio cultural inmaterial
Las fiestas principales son las de la Pascua de Resurrección, y San Roque, cuyos orígenes se remontan al siglo XVII. Se celebran del 14 al 17 de agosto. Destaca la quema de la verbena, que se realiza el último día, donde suena la canción El Lago de Triana donde la gente baila en coro para despedir las fiestas.

### Gastronomía

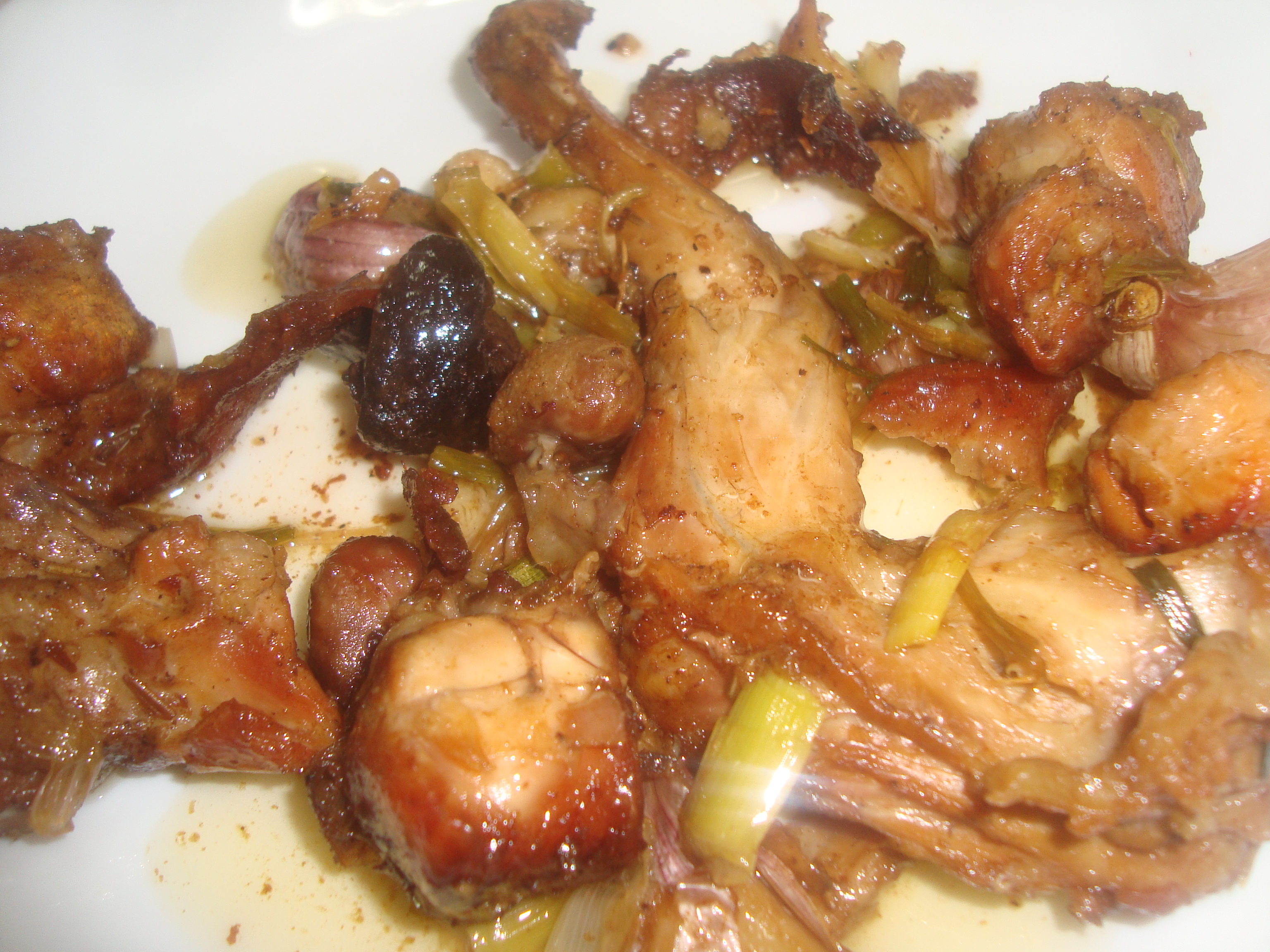
Conejo al ajillo.

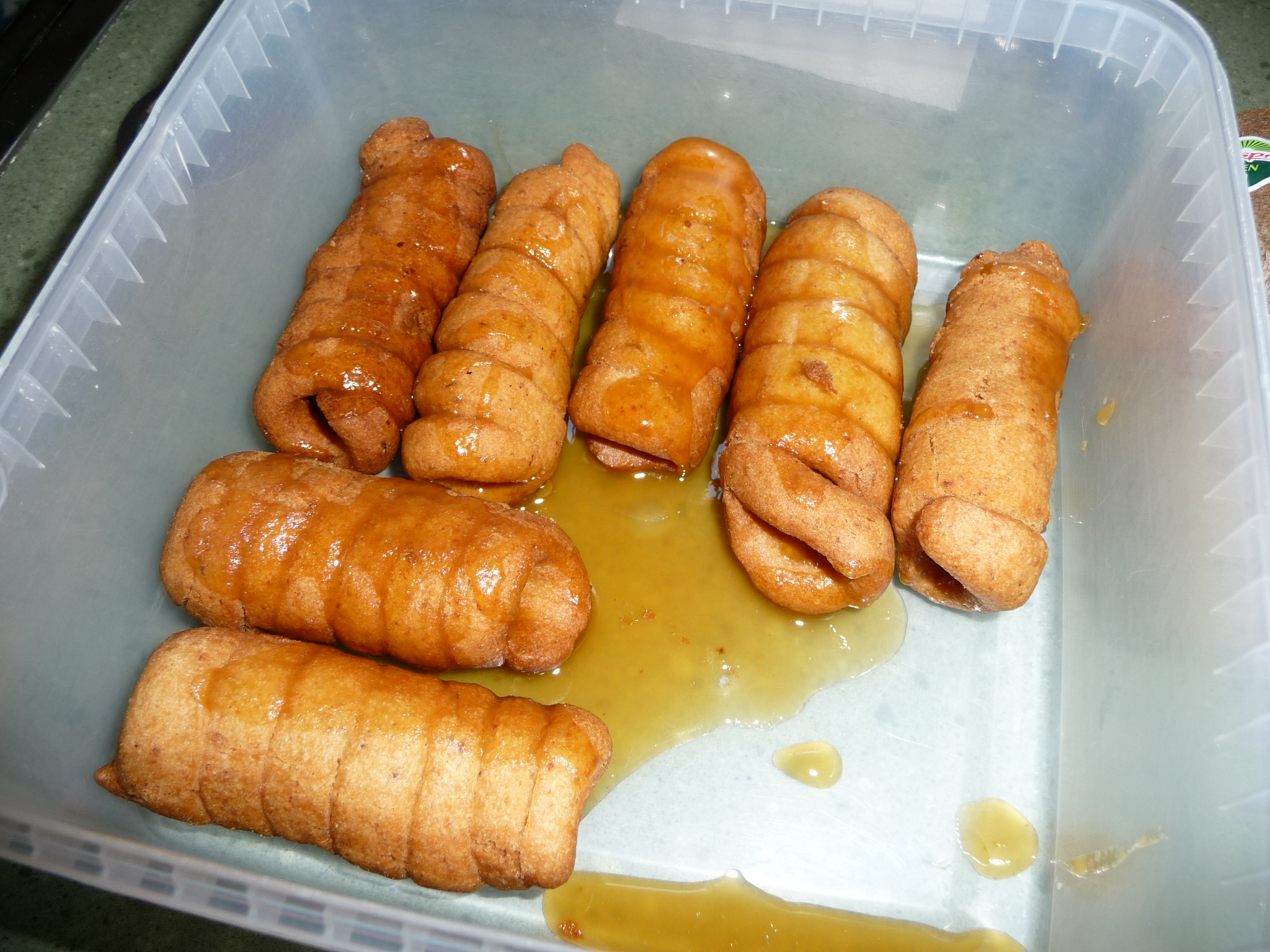
Gañotes

Entre los platos más tradicionales destacan el gazpacho, las migas, el arroz con conejo, el  cocido de morcilla, el conejo al ajillo, la tortilla de ajos, las patatas “bocabajo”, las patatas con ajo y la carne en salsa. El crítico gastronómico Antonio Zapata ubica el municipio en la comarca gastronómica del Valle del Almanzora, región montañosa conocida por sus fritadas y jamones curados, que tiene entre sus platos más conocidos la fritada de pimientos y tomates (fritá de Suflí), la ensalada de caldos, la berza. El gazpacho de ajo, conocido en otras partes de España como ajoblanco, se consume con pepino o pan seco o tostado. La repostería es rica en frutas de sartén endulzadas con miel y azúcar, como los gañotes o los buñuelos de calabaza, vestigio del largo pasado musulmán de la zona.

El municipio se encuentra en la Indicación Geográfica Protegida vinícola de la ‘Sierras de las Estancias y los Filabres’. Este vino es elaborado con las variedades de uva macabeo, chardonnay, moscatel de grano menudo o morisco, airén, y sauvignon blanc, tempranillo, cabernet sauvignon, monastrell, merlot, syrah, garnacha tinta, pinot noir y petit verdot. Los blancos presentan aromas frutales y florales, buena diferenciación varietal y recuerdos de hierbas del monte. Los tintos poseen color cereza granate oscuro o picota, aroma a frutos negros, pasas, confituras, notas lácteas y florales y toques balsámicos.

## Deportes
El municipio dispone de un sendero, el PR-A 355, llamado el Sendero de las Aguas. Con una distancia de 11,5 km y de tipo circular, que transcurre por el Pilar Ciego, que es la mayor masa forestal del municipio.